# Социопата
Социопата је назив за особу оболелу од антисоцијалног поремећаја личности, који се препознаје код 4% светске популације. Они нису физички или психијатријски болесни, већ имају психолошки поремећај који се пројављује кроз неисправна морална и остала уверења. Непознати су им осећаји кривице, саосећања, кајања итд. Социопате немају осећај савести. Понекад се социопатија тумачи као врста психопатије; понекад — као патологија друштвених својстава појединца. Ако се раније открије, поремећај се лакше може отклонити.
На основу принципа социјалног натурализма, социопатија се дефинише као стање несагласности воље и свести човека са законима друштвене природе: неусаглашеност воље са наведеним законима је стање произвољности; неусаглашеност свести са законима друштвене природе је стање илузије. У личности се формира „комплекс произвољности и илузија”, односно социопатија је пораз личности комплексом произвољности и илузија. Манифестације социопатије у овом смислу су радње које крше различите друштвене норме, посебно норме морала и права.
Симптоми су окрутност према животињама, пироманија, као и окрутност према другим људима.

## Опис
Опис особина социопате:
1. напрасни и арогантни према жртвама, а према осталима драги и љубазни
2. хладни и прорачунати
3. добри су глумци, за њих не вреде закони и моралне норме
4. често се могу ухватити у неким криминалним радњама
5. они који их открију одмах постају њихове жртве и они сва своја дела пребацују на њих
6. не показују емпатију, сажаљење и кривицу
7. воле да ламентирају, да од општепознатих чињеница развијају „дубокоумне” теме, да буду у центру пажње; памте туђе идеје те исте понављају и представљају као своје
8. воле свој глас; у друштву су најгласнији; према људима су љубазни само кад од истих имају корист, у свим другим односима су арогантни; социопата је у стању, према истој особи, у једном дану неколико пута да у потпуности промени начин комуникације, па чак и боју гласа
9. током времена све теже контролишу лажи које се гомилају
10. људе који их сматрају пријатељима у стању су бесрамно преварити; седети за истим столом и чинити нешто лоше („иза леђа”) као нпр: лагање, поткрадање, разарање брака, оговарање итд.
11. често морализирају или се крију иза неке хуманитарне или верске организације

## Ерик Берн
Према дефиницији Ерика Берна, постоје две врсте социопата:
- Први тип је латентни или пасивни социопата. Понаша се прилично пристојно већину времена, прихватајући смернице неког спољног ауторитета, као што су религија или закон, или понекад привеже себе некој јачој личности, која се сматра идеалом (не говоримо о онима који користе религију или закон да усмеравају савест, већ о онима који се таквим доктринама користе уместо савести). Ови људи се не руководе уобичајеним, као сви остали, обзирима пристојности и хуманости, већ се једноставно повинују свом прихваћеном тумачењу онога што је написано у „књизи”.
- Други тип је активни социопата. Ако и може неко време да се контролише и стави маску интегритета (нарочито у присуству људи који од њега очекују пристојно и одговорно понашање), чим су такве социопате ван домашаја ауторитативних особа које захтевају добро понашање, они одмах престају да сами буду уздржани.